# جیپ واگن ویلیس

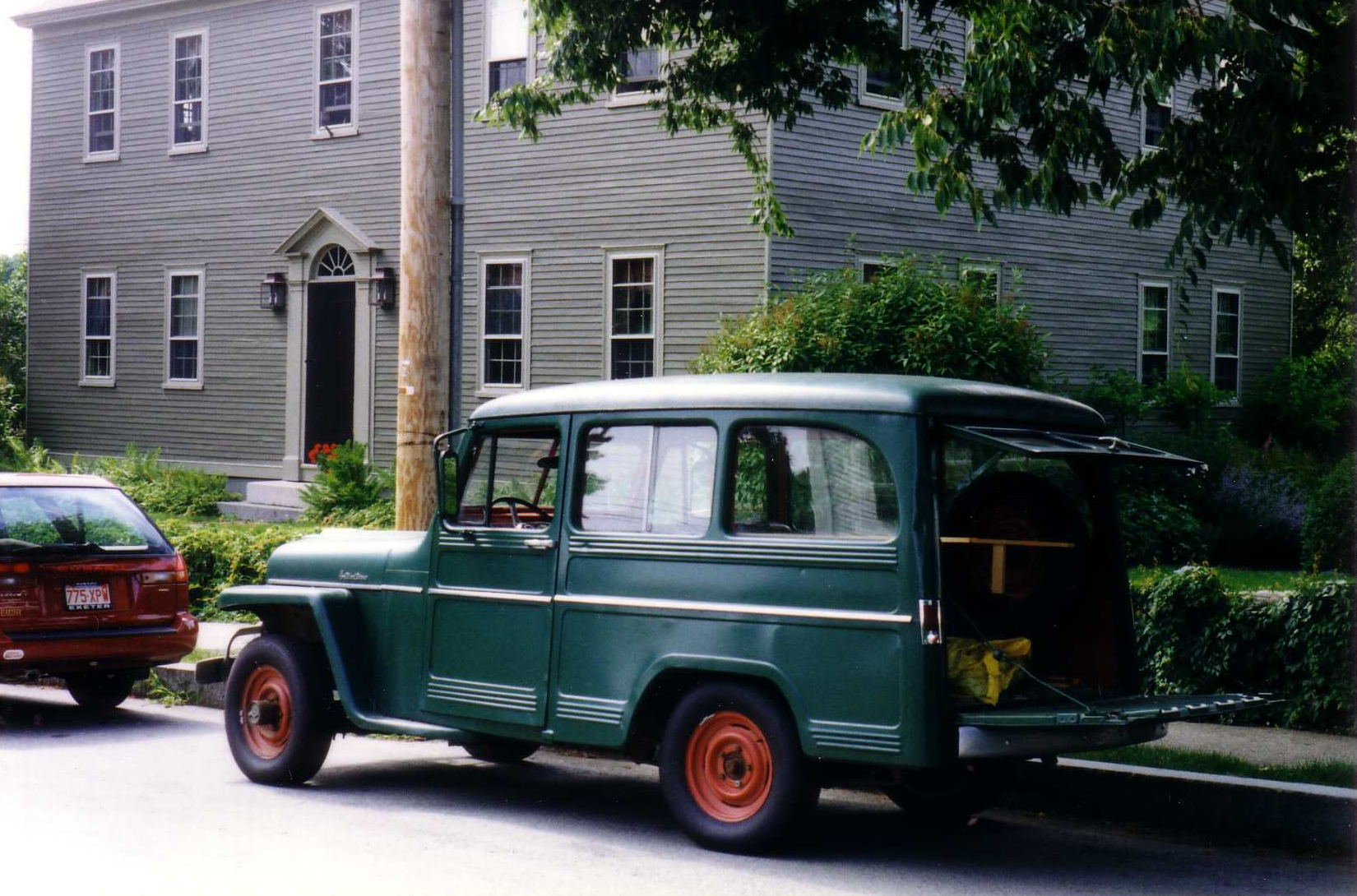

جیپ واگن ویلیس (به انگلیسی: Willys Jeep Wagon) خودرویی است که در سال‌های ۱۹۴۶ تا ۱۹۶۵ توسط شرکت خودروسازی جیپ تولید شده‌است. طول آن در حالت طبیعی ۱۷۶٫۲۵ اینچ (۴٬۴۷۷ میلیمتر)، عرض آن در حالت طبیعی ۷۱٫۷۵ اینچ (۱٬۸۲۲ میلیمتر)، ارتفاع آن در حالت طبیعی ۷۴ اینچ (۱٬۸۸۰ میلیمتر) و وزن آن در حالت طبیعی ۳٬۲۰۶ پوند (۱٬۴۵۴ کیلوگرم) است. 